# ウェス・フェリックス
ポール・ウェス・フェリックス（Paul Wesley Felix、1983年7月21日 ‐ ）は、アメリカ合衆国・ロサンゼルス出身で短距離走が専門の元陸上競技選手。2002年世界ジュニア選手権男子4×100mリレーの金メダリストであり、同種目の元ジュニア世界記録保持者である。妹はオリンピックで4個、世界選手権で9個の金メダルを獲得しているアリソン・フェリックス。

## 経歴
2001年、全米ジュニア選手権男子100m決勝を10秒85（-0.7）で制した。
2002年6月、全米ジュニア選手権男子200m決勝で21秒57（-4.2）をマークし、ルビン・ウィリアムズ（21秒61）やアイボリー・ウィリアムズ（21秒65）を破り優勝した。
2002年7月、キングストンで開催された世界ジュニア選手権（現・世界U20選手権）に出場すると、男子200m決勝で20秒82（+0.9）の自己ベスト（当時）をマークし、ウサイン・ボルト（20秒61）、ブレンダン・クリスチャン（20秒74）に次いで銅メダルを獲得した。男子4×100mリレーではアメリカチームの2走を務め、決勝で38秒92のジュニア世界記録（当時）を樹立しての金メダル獲得に貢献した。
2004年7-8月、シェルブルックで開催された北中米カリブU23選手権に出場すると、男子100mは決勝で10秒47（+0.1）の4位に終わり、3位とは0秒07差でメダルを逃した。男子4×100mリレーでは1走を務め、39秒03をマークしての金メダル獲得に貢献した。
現在はアリソン・フェリックスのエージェントを務める。

## 自己ベスト
記録欄の（　）内の数字は風速（m/s）で、+は追い風を意味する。
| 種目 | 記録          | 年月日        | 場所         | 備考 |
| 屋外 | 屋外          | 屋外          | 屋外         | 屋外 |
| ---- | ------------- | ------------- | ------------ | ---- |
| 100m | 10秒23 (+1.5) | 2005年4月30日 | ロサンゼルス |      |
| 200m | 20秒43 (0.0)  | 2004年5月15日 | ツーソン     |      |
| 室内 |               |               |              |      |
| 50m  | 5秒98         | 2002年2月23日 | ロサンゼルス |      |
| 55m  | 6秒37         | 2003年2月15日 | ロサンゼルス |      |

## 主要大会成績
備考欄の記録は当時のもの
| 年   | 大会                       | 場所           | 種目    | 結果 | 記録          | 備考             |
| ---- | -------------------------- | -------------- | ------- | ---- | ------------- | ---------------- |
| 2002 | 世界ジュニア選手権         | キングストン   | 200m    | 3位  | 20秒82 (+0.9) | 自己ベスト       |
| 2002 | 世界ジュニア選手権         | キングストン   | 4x100mR | 優勝 | 38秒92 (2走)  | ジュニア世界記録 |
| 2004 | 北中米カリブU23選手権 (en) | シェルブルック | 100m    | 4位  | 10秒47 (+0.1) |                  |
| 2004 | 北中米カリブU23選手権 (en) | シェルブルック | 4x100mR | 優勝 | 39秒03 (1走)  |                  |